# Guido Santin
Guido Santin (Cavallino-Treporti, 1º gennaio 1911 – Ca' Savio, 1º agosto 2008) è stato un canottiere italiano, medaglia d'argento, nel due con, ai Giochi olimpici di Berlino 1936.

## Biografia
Era un operaio specializzato nella taratura dei contatori elettrici dipendente prima della Società di distribuzione Cellina - SADE di Venezia e dopo all'ENEL- Distretto del Veneto - Laboratorio Strumenti di Mestre  fino al suo pensionamento.
Cresciuto nel vivaio della Reale Società Canottieri Bucintoro durante i Giochi olimpici di Berlino era  prodiere dell'equipaggio .el due con, con cui vinse la medaglia olimpica d'argento dietro alla Germania, composto anche da Almiro Bergamo (capovoga) e Luciano Negrini (timoniere).
Santin remò anche per la Reale Società Canottieri Querini dove nel 1937 arrivò secondo ai campionati europei.
Santin è venuto a mancare nella sua casa di Ca' Savio, all'età di 97 anni, il 1º agosto 2008.

## Palmarès
| Anno | Manifestazione     | Sede      | Evento  | Risultato | Note  |
| ---- | ------------------ | --------- | ------- | --------- | ----- |
| 1935 | Campionati europei | Berlino   | Due con | Oro       | [ 4 ] |
| 1936 | Giochi olimpici    | Berlino   | Due con | Argento   | [ 4 ] |
| 1937 | Campionati europei | Amsterdam | Due con | Argento   | [ 5 ] |
| 1938 | Campionati europei | Milano    | Due con | Oro       | [ 5 ] |